# Rumæniens økonomi
Rumæniens økonomi er en højindkomst økonomi med en uddannet arbejdsstyrke, og den er rangeret som nummer 13 i EU baseret på BNP og den 8. største når det justeres for købekraftsparitet.
Rumæniens økonomi rangerer som den 37. største i verden, med $707 mia. i årligt output (PPP). I nyere tid har Rumænien oplevet nogle af de højeste vækstrater i EU; 4,8% i 2016, 7,1% i 2017, 4,4% i 2018 og 4,1% i 2019. I 2020 var landets BNP per indbygger i købekraftstandarder 72% af gennemsnittet i EU, hvilket var steget fra 44% i 2007, der var den højeste vækstrate i EU27.
Rumænien er det største sted for direkte udenlandsinvesteringer i Central- og Østeuropa: den akkumulerede investering i landet siden 1989 er på over $170 mia. Rumænien er den største elektronikproducent i Central- og Østeuropa. Siden omkring 2000 har Rumænien også vokset til at blive et stort center for mobilteknologi, informationssikkerhed og relateret hardware-forskning. Landet er ledende i regionen inden for områder som IT og bilproduktion. Landets hovedstad Bucharest er en af de største områder for finans og industri i Østeuropa.
De største 10 eksportområder for Rumænien af biler, maskiner, kemikalier, elektronikprodukter og -udstyr, lægemidler, transportudstyr, metaller, mad samt gummi og plastik. Importvarer og service steg 9,3%, mens eksporten steg 7,6% i 2016 sammenlignet med 2015.
Det var forventet at eksportvarer og service ville stige med 5,6% i 2017, mens insport steg 8,5% ifølg CNP (National Prognosis Commission).
Industrien i Rumænien genererede 33,6% af landets BNP i første halvdel af 2018.